# Lasioglossum gunbowerense
Lasioglossum gunbowerense är en biart som först beskrevs av Rayment 1939.  Lasioglossum gunbowerense ingår i släktet smalbin, och familjen vägbin. Inga underarter finns listade i Catalogue of Life.

## Bildgalleri

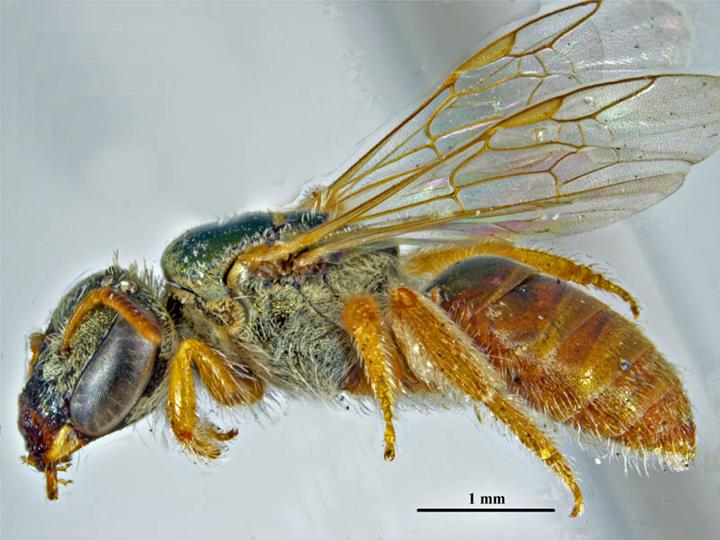
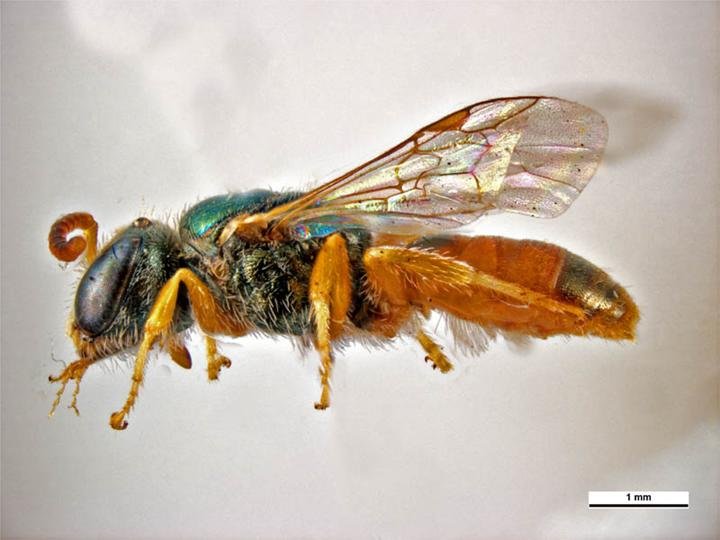